# Cidade de Parramatta
A Cidade de Parramatta é uma área de governo local da região metropolitana de Sydney, localizada no estado de Nova Gales do Sul, Austrália. Em 2009 tinha 167 431 habitantes.